# Administration des biens immobiliers de l'État suédois
 (décembre 2016).
Si vous disposez d'ouvrages ou d'articles de référence ou si vous connaissez des sites web de qualité traitant du thème abordé ici, merci de compléter l'article en donnant les références utiles à sa vérifiabilité et en les liant à la section « Notes et références ».
L'Administration des biens immobiliers de l'État Suédois (en suédois Statens fastighetsverk, SFV) est une agence publique de Suède sous la direction du ministère des Finances. L'agence est responsable d'environ 3 000 bâtiment publics, tels que des châteaux, des musées, des théâtres, des bâtiments politiques, des ambassades et des parcs. Elle administre aussi des forêts, en particulier les forêts à proximité des Alpes scandinaves (qui sont protégées car elles ne repoussent souvent pas une fois coupées), si bien que la surface totale gérée correspond à environ un septième de la surface du pays. L'agence fut fondée en 1993 par la scission de Byggnadsstyrelsen en plusieurs unités, dont SFV mais aussi Akademiska Hus et Vasakronan. Son siège est situé dans le bâtiment Södra Bankohuset, sur la place Järntorget à Stockholm.

## Sources
1. ↑  (en) « About us — Statens fastighetsverk », sur www.sfv.se (consulté le 25 juillet 2017)